# Fleming Gustav Wisborg
Fleming Gustav Wisborg (* 1943 in Kopenhagen) ist ein ehemaliger dänischer Radrennfahrer und Weltmeister im Radsport.

## Sportliche Laufbahn
Wisborg wurde 1966 bei den UCI-Straßen-Weltmeisterschaften mit dem dänischen Team (in der Besetzung Wisborg, Verner Blaudzun, Ole Højlund, Per Nørup Hansen) Sieger im Mannschaftszeitfahren. Der Titel blieb, neben einem Sieg bei den Meisterschaften der nordischen Ländern mit dem dänischen Team,  sein einziger bedeutender Erfolg. 1967 startete er bei der Internationalen Friedensfahrt, schied jedoch aus dem Rennen aus.